# Slanksydsnigel
Slanksydsnigel (Tandonia budapestensis) är en snäckart som först beskrevs av Hazay 1880.  Slanksydsnigel ingår i släktet Tandonia, och familjen sydsniglar. Arten har ej påträffats i Sverige.

## Bildgalleri

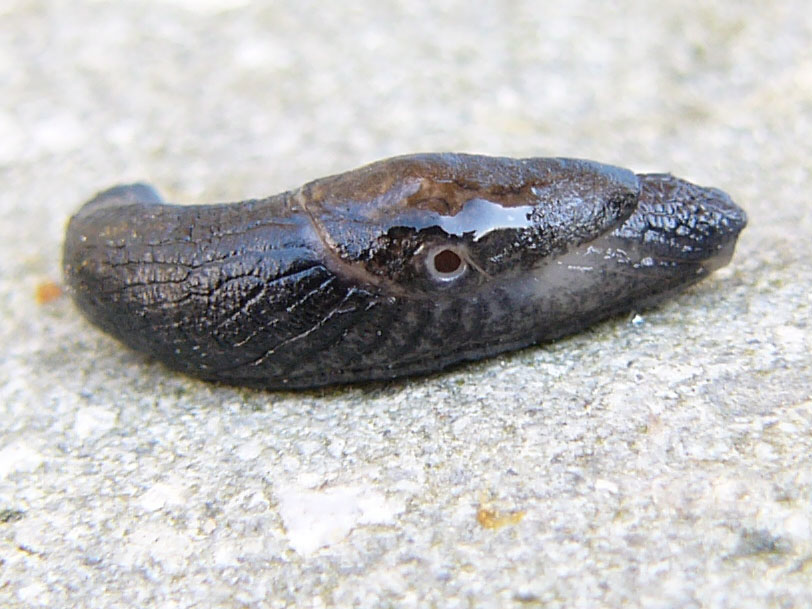
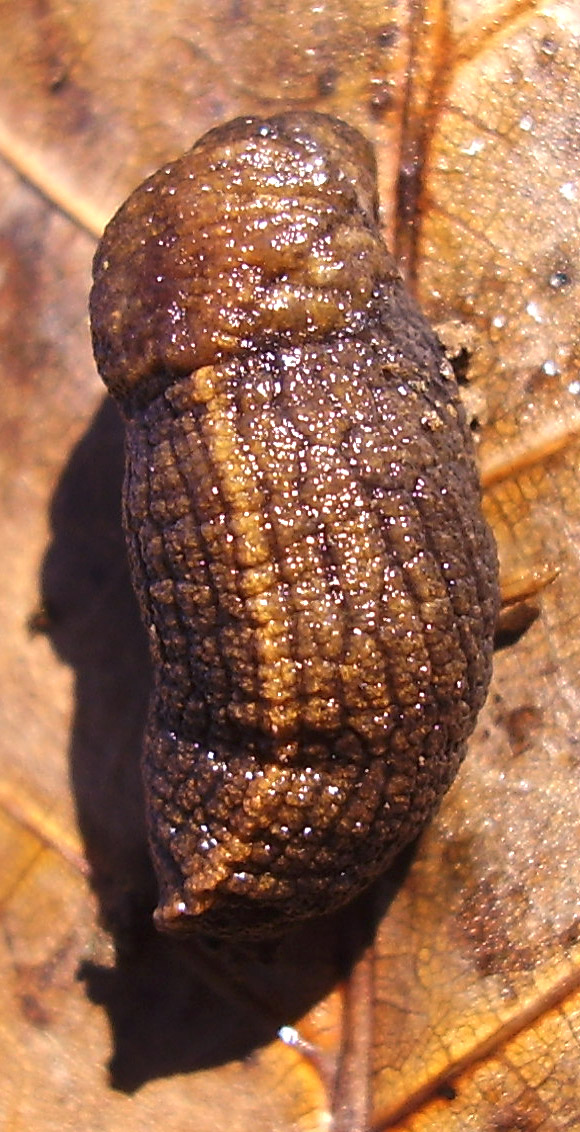
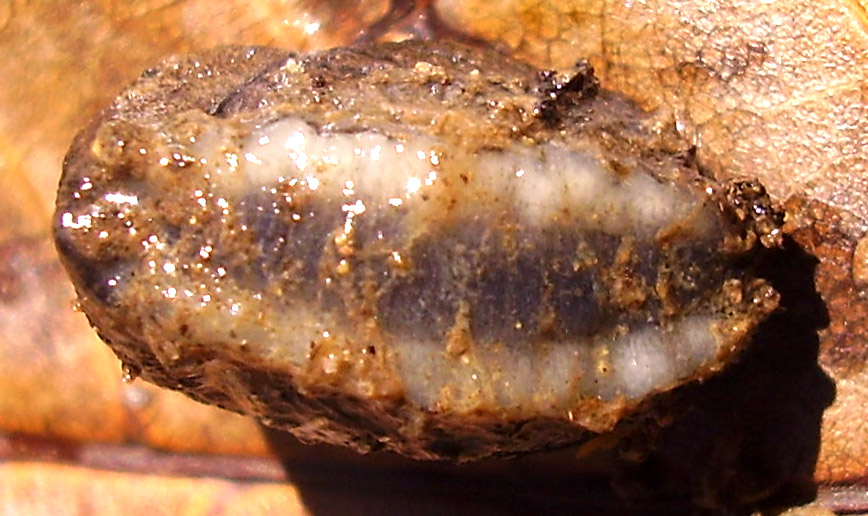